# Pierre Bourdieu
Pierre Bourdieu (Denguin, França, 1 de agosto de 1930 — Paris, França, 23 de janeiro de 2002) foi um sociólogo francês.
De origem campesina, filósofo de formação, foi docente na École de Sociologie du Collège de France. Desenvolveu, ao longo de sua vida, diversos trabalhos abordando a questão da dominação e é um dos autores mais lidos, em todo o mundo, nos campos da antropologia e sociologia, cuja contribuição alcança as mais variadas áreas do conhecimento humano, discutindo em sua obra temas como educação, cultura, literatura, arte, mídia, linguística e política. Também escreveu muito sobre a sociologia da Sociologia. A sociedade cabila, na Argélia, foi o palco de suas primeiras pesquisas. Seu primeiro livro, Sociologia da Argélia (1958), discute a organização social da sociedade cabila e, em particular, como o sistema colonial interferiu na sociedade cabila, em suas estruturas e desculturação. Dirigiu, por muitos anos, a revista Actes de la recherche en sciences sociales e presidiu o CISIA (Comitê Internacional de Apoio aos Intelectuais Argelinos), sempre se posicionado claramente contra o liberalismo e a globalização.
O mundo social, para Bourdieu, deve ser compreendido à luz de três conceitos fundamentais: campo, habitus e capital.

## Biografia
Nascido em uma família campesina, ingressou, no ano de 1951, na Faculdade de Letras, em Paris, na Escola Normal Superior e, em 1954, graduou-se em filosofia, assumindo um cargo de professor secundário em Moulins, Allier. Após prestar o serviço militar na Argélia, assumiu, em 1958, o cargo de professor assistente na Faculdade de Letras em Argel, quando iniciou sua pesquisa acerca da sociedade cabila. Em 1960, torna-se assistente de Raymond Aron na Faculdade de Letras de Paris e principia seus estudos a respeito do celibato na região de Béarn. Ainda em 1960, integrou-se ao Centro de Sociologia Europeia, do qual tornou-se secretário geral em 1962.
Ao longo das décadas de 1960 a 1980, desenvolveu farta obra, contribuindo significativamente para a formação do pensamento sociológico do século XX. Na década de 1970, estendeu sua atividade docente a destacadas instituições estrangeiras, como as universidades de Harvard e Chicago e o Instituto Max Planck de Berlim. Em 1982, ministrou sua aula inaugural (Lições de Aula) no Collège de France (instituição que três anos mais tarde se associou ao Centro de Sociologia Europeia), propondo uma "sociologia da sociologia", constituída de um olhar crítico sobre a formação do sociólogo como censor e detentor de um discurso de verdade sobre o mundo social. Nesse sentindo, tal aula inaugural encontra-se com a ministrada por Barthes (A aula)  e Foucault (A Ordem do Discurso), privilegiando a discussão acerca do saber acadêmico. É consagrado doutor honoris causa das universidades Livre de Berlim (1989), Johann-Wolfgang-Goethe de Frankfurt (1996) e Atenas (1996). Morreu em Paris, depois de finalizar um curso sobre sua própria produção acadêmica, que servirá de fundamento a seu último livro, Esboço para uma autoanálise.

## Pensamento
Grande parte da obra de Bourdieu observa o papel dos recursos educacionais e culturais na expressão da agência. Bourdieu foi, na prática, influenciado e simpático à identificação marxista do comando econômico como um componente principal do poder e da agência dentro da sociedade capitalista.
O trabalho antropológico de Bourdieu foi dominado pela análise da reprodução da hierarquia social. Bourdieu criticou a importância dada aos fatores econômicos na análise da ordem e da mudança social. Ele ressaltou, ao contrário, que a capacidade dos atores de impor suas reproduções culturais e sistemas simbólicos desempenha um papel essencial na reprodução das estruturas sociais dominantes. A violência simbólica é a capacidade interesseira de garantir que a arbitrariedade da ordem social seja ignorada ou argumentada como natural, justificando assim a legitimidade das estruturas sociais existentes. Esse conceito desempenha um papel essencial em sua análise sociológica, que enfatiza a importância das práticas no mundo social. Bourdieu opunha-se à tradição intelectualista e enfatizava que a dominação social e a reprodução cultural estavam centradas principalmente no saber corporal e nas práticas competentes da sociedade. Bourdieu opôs-se ferozmente à Teoria da Escolha Racional porque acreditava que era um mal-entendido de como os agentes sociais operam.

### Influências
O trabalho de Bourdieu é influenciado por grande parte da antropologia e sociologia tradicionais que ele se comprometeu a sintetizar em sua própria teoria. A partir de Max Weber, ele manteve uma ênfase na dominância dos sistemas simbólicos na vida social, bem como na ideia de ordens sociais que acabaria por ser transformada por Bourdieu de uma sociologia da religião em uma teoria dos campos.
A partir de Marx, ele adquiriu sua compreensão da "sociedade" como o conjunto das relações sociais: "o que existe no mundo social são relações – não interações entre agentes ou laços intersubjetivos entre indivíduos, mas relações objetivas que existem 'independentemente da consciência e da vontade individuais'". ":97 (fundamentado no modo e nas condições de produção econômica), e da necessidade de desenvolver dialeticamente a teoria social a partir da prática social. (Arnold Hauser publicou anteriormente a aplicação ortodoxa da teoria marxista de classes às artes plásticas em The Social History of Art (1951).)
De Émile Durkheim, passando por Marcel Mauss e Claude Lévi-Strauss, Bourdieu herdou uma certa interpretação estruturalista da tendência das estruturas sociais a se reproduzirem, a partir da análise das estruturas simbólicas e das formas de classificação. No entanto, Bourdieu divergiu criticamente de Durkheim ao enfatizar o papel do agente social na decretação, por meio da corporificação das estruturas sociais, de ordens simbólicas. Além disso, enfatizou que a reprodução das estruturas sociais não opera segundo uma lógica funcionalista.
Maurice Merleau-Ponty e, através dele, a fenomenologia de Edmund Husserl desempenharam um papel essencial na formulação do foco de Bourdieu no corpo, na ação e nas disposições práticas (que encontraram sua manifestação primária na teoria do habitus de Bourdieu).
Bourdieu também foi influenciado por Wittgenstein (especialmente no que diz respeito ao seu trabalho sobre o cumprimento de regras) afirmando que "Wittgenstein é provavelmente o filósofo que mais me ajudou em momentos de dificuldade. Ele é uma espécie de salvador para momentos de grande aflição intelectual". A obra de Bourdieu é construída sobre uma tentativa de transcender uma série de oposições que ele pensava caracterizar as ciências sociais (subjetivismo/objetivismo, micro/macro, liberdade/determinismo) de seu tempo. Seus conceitos de habitus, capital e campo foram concebidos com a intenção de superar tais oposições.

### Como intelectual público
Durante a década de 1990, Bourdieu envolveu-se cada vez mais no debate político, tornando-se um dos rostos públicos mais importantes da vida intelectual na França. Embora um crítico feroz do neoliberalismo, Bourdieu também criticou o papel "intelectual total" desempenhado por Jean-Paul Sartre, e ele classificou as tentativas de Sartre de intervir na política francesa como "irresponsáveis" e "oportunistas". Bourdieu via a sociologia não como uma forma de "entretenimento intelectual", mas como uma disciplina séria de natureza científica. [carece de fontes?] Há uma aparente contradição entre os escritos anteriores de Bourdieu contra o uso da sociologia para o ativismo político e seu posterior lançamento no papel de intelectual público, com algumas declarações políticas altamente "visíveis". Embora grande parte de seu trabalho inicial enfatizasse a importância de tratar a sociologia como uma disciplina científica estrita,[dúbio – discutir] – "La sociologie est un sport de combat" (trad. "A sociologia é uma arte marcial" sua carreira posterior o viu entrar no mundo menos acadêmico do debate político na França, levantando a questão de se o sociólogo tem responsabilidades políticas que se estendem ao domínio público.
Embora Bourdieu tenha criticado anteriormente intelectuais públicos como Sartre, ele tinha fortes visões políticas que influenciaram sua sociologia desde o início. Na época de seu trabalho posterior, sua principal preocupação havia se tornado o efeito da globalização e aqueles que menos se beneficiavam dela. Sua política tornou-se então mais ostensiva e seu papel como intelectual público nasceu, de uma "urgência em se manifestar contra o discurso neoliberal que se tornou tão dominante no debate político".
Bourdieu desenvolveu um projeto para investigar os efeitos – particularmente os danos – das reformas neoliberais na França. O fruto mais significativo desse projeto foi o estudo de 1993 "O Peso do Mundo", embora suas opiniões sejam talvez mais sinceramente expressas em seus artigos. "O Peso do Mundo" representou um desafio científico pesado às tendências dominantes na política francesa. Por ter sido obra de uma equipe de sociólogos, mostra também o caráter colaborativo de Bourdieu, indicando que ele ainda relutava, em 1993, em aceitar ser destacado com a categoria de intelectual público.
No entanto, a atuação de Bourdieu como sociólogo crítico o preparou para a cena pública, cumprindo sua "visão construcionista da vida social" ao se apoiar na ideia de atores sociais fazendo mudanças por meio de lutas coletivas. Sua relação com a mídia foi melhorada através de sua ação pública de organizar greves e comícios que despertaram enorme interesse da mídia nele e seus muitos livros se tornaram mais populares através dessa nova notoriedade. Uma das principais diferenças entre o sociólogo crítico e o intelectual público é a capacidade de se relacionar com os recursos da mídia popular fora do âmbito acadêmico. É notável que, em seus escritos posteriores, Bourdieu soou notas de advertência sobre tais indivíduos, descrevendo-os como "como o Cavalo de Tróia" pelos elementos indesejados que eles podem trazer para o mundo acadêmico. Mais uma vez, Bourdieu parece cauteloso em aceitar a descrição de "intelectual público", temendo que possa ser difícil conciliar com a ciência e a erudição. São necessárias pesquisas sobre as condições em que determinados intelectuais se transformam em intelectuais públicos.

### Construtivismo estruturalista ou estruturalismo construtivista
Bourdieu, permitindo ter seu pensamento rotulado, adota como nomenclatura o construtivismo estruturalista ou estruturalismo construtivista.
Essa postura consiste em admitir que existe, no mundo social, estruturas objetivas que podem dirigir, ou melhor, coagir a ação e a representação dos indivíduos, dos chamados agentes. No entanto, tais estruturas são construídas socialmente, assim como os esquemas de ação e pensamento, chamados por Bourdieu de habitus.
Bourdieu tenta fugir da dicotomia subjetivismo/objetivismo dentro das ciências humanas. Rejeita tanto trabalhar no âmbito do fisicalismo, considerando o social enquanto fatos objetivos, como no do psicologismo, o que seria a "explicação das explicações".
O momento objetivo e subjetivo das relações sociais estão numa relação dialética. Existem realmente as estruturas objetivas que coagem as representações e ações dos agentes, mas estes, por sua vez, na sua cotidianidade, podem transformar ou conservar tais estruturas, ou almejar a tanto.
A verdade da interação nunca está totalmente expressa na maneira como ela se nos apresenta imediatamente. Uma das mais importantes questões na obra de Bourdieu se centraliza na análise de como os agentes incorporam a estrutura social, ao mesmo tempo que a produzem, legitimam e reproduzem. Nessa perspectiva, é pertinente afirmar que ele dialoga com o Estruturalismo, ao mesmo tempo que pensa em que espécie de autonomia os agentes detêm. Bourdieu, então, se propõe a superar tanto o objetivismo estruturalista quanto o subjetivismo interacionista (fenomenológico, semiótico).

## Bourdieu e a educação
Bourdieu dedicou parte significativa de seus mais de 40 anos de vida acadêmica aos estudos no campo da educação, tendo exercido influência em gerações de intelectuais de diversas áreas, mas principalmente aos que se dedicaram a estudos sobre educação. Inicialmente, tais estudos estiveram principalmente concentrados em demonstrar os mecanismos escolares de reprodução cultural e social e as “estratégias” do sistema escolar para diferentes agentes e grupos sociais. O sociólogo sempre manteve uma concepção pessimista em relação à escola e ao sistema educacional, uma vez que ele entendia como uma grande ilusão afirmar que o sistema escolar é um facilitador da mobilidade social, quando ,na verdade, na escola se demonstra como o ambiente onde todas diferenças de classes não são atenuadas e assim coopera com a conservação social. São essas noções que posteriormente fundamentam afirmações sobre a legitimidade das desigualdades sociais e meritocracia.

## Obras
Entre as obras de Bourdieu traduzidas para o português, contam-se:

### A Dominação Masculina
A Dominação Masculina (La domination masculine, em francês) é um livro escrito pelo sociólogo Pierre Bourdieu e publicado em 1998 pela Éditions du Seuil. No Brasil, a obra foi publicado pela editora Bertrand Brasil.
No livro, Bourdieu desenvolve uma análise sociológica das relações sociais entre os sexos, e procura explicar as causas da persistência da dominação dos homens sobre as mulheres em todas as sociedades humanas.  livro foi criticado por sua ênfase unilateral na introjeção da dominação masculina pelas próprias mulheres, negligência aos aspectos de resistência e desconsideração da extensa bibliografia dos estudos de gênero e da teoria feminista.

### O Senso Prático
O Senso Prático (Le sens pratique) é um livro escrito pelo sociólogo Pierre Bourdieu, publicado em 1980. Foi publicado no Brasil pela Editora Vozes.

### Sobre a Televisão
Sobre a Televisão (Sur la télévision, no original em francês) é um livro de 1996, escrito pelo sociólogo Pierre Bourdieu, e publicado no Brasil por Jorge Zahar Editor.

### La reproduction
A reprodução (em francês: La reproduction) é título de uma obra de sociologia publicada em 1970.
Nesta obra co-escrita por Pierre Bourdieu e Jean-Claude Passeron, é desenvolvida uma teoria geral da violência simbólica legítima.

## Outros textos
- BONNEWITZ, Patrice. Primeiras lições sobre a sociologia de P. Bourdieu. Rio de Janeiro: Petrópolis, 2003.
- BOURDIEU, Pierre. Pierre Bourdieu entrevistado por Maria Andréa Loyola. Rio de Janeiro: EdUERJ, 2002.
- BOURDIEU, Pierre e MICELI, Sergio (orgs.) Liber 1. São Paulo: Editora da Universidade de São Paulo, 1997.
- ORTIZ, Renato. Pierre Bourdieu: Sociologia. São Paulo: Ática, 1983.